# Gasljus (film, 1944)
Gasljus (engelska: Gaslight) är en amerikansk thrillerfilm från 1944 i regi av George Cukor. Filmen är baserad på Patrick Hamiltons pjäs Gas Light från 1938, om en kvinna vars make långsamt manipulerar henne till att tro att hon är på väg att bli galen. I huvudrollerna ses Ingrid Bergman, Charles Boyer, Joseph Cotten. 

## Handling
Filmen är en rysare där huvudpersonen Paula Alquist (Ingrid Bergman) upplever obegripliga saker som får hennes man, Gregory Anton (Charles Boyer), att påstå att hon är sinnessjuk. Det visar sig senare att det är han som står bakom dessa händelser.

## Rollista i urval
- Charles Boyer – Gregory Anton/Sergius Bauer
- Ingrid Bergman – Paula Alquist Anton
- Joseph Cotten – Brian Cameron
- Dame May Whitty – Miss Bessie Thwaites
- Angela Lansbury – Nancy Oliver
- Barbara Everest – Elizabeth Tompkins
- Emil Rameau – Maestro Guardi
- Edmund Breon – General Huddleston, Brians övervakare
- Halliwell Hobbes – Mr. Mufflin, Paulas advokat
- Tom Stevenson – PC Williams
- Heather Thatcher – Lady Mildred Dalroy
- Lawrence Grossmith – Lord Freddie Dalroy
- Jakob Gimpel – Pianist
- Terry Moore – Paula Alquist, 14 år gammal (ej krediterad)

## Produktion
Gasljus regisserades av George Cukor och baserades på pjäsen Gas Light (i USA känd som Angel Street) från 1938 av den brittiske författaren Patrick Hamilton. En brittisk filmatisering gjordes 1940; för att undvika förväxling med denna gavs Cukors film ursprungligen titeln The Murder in Thornton Square i Storbritannien.
I engelskan har gaslighting (efter filmens originaltitel Gaslight) blivit ett begrepp. Det beskriver att någon försöker lura någon annan att den andra är psykiskt sjuk.
Filmen nominerades till sju Oscars inklusive bästa film, bästa manliga huvudroll och bästa manus; den vann Oscar för bästa kvinnliga huvudroll (Ingrid Bergman) och bästa scenografi. En 18-årig Angela Lansbury nominerades i sin filmdebut till Oscar för bästa kvinnliga biroll.

## Galleri

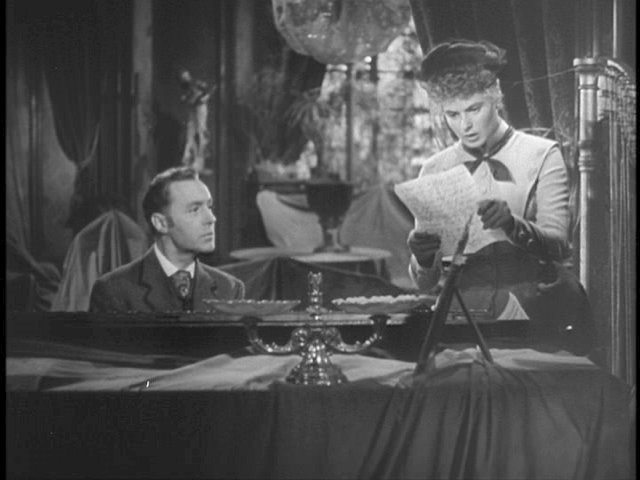
Charles Boyer och Ingrid Bergman i en scen ur Gasljus.
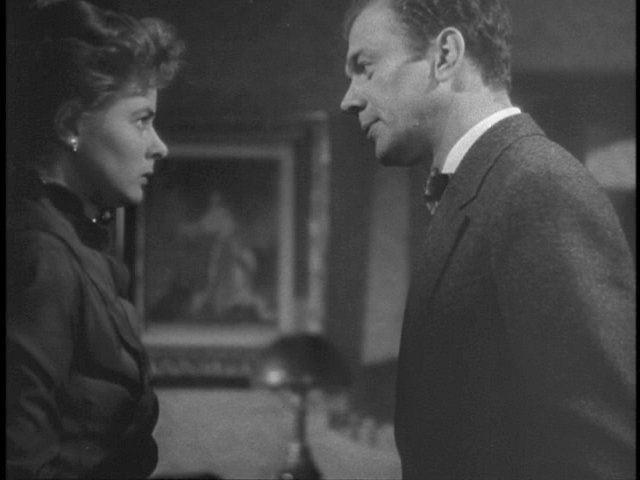
Ingrid Bergman och Joseph Cotten i en scen ur Gasljus.